# Apsarasas Kangri I
Apsarasas Kangri I (také Apsarasas I) je hora vysoká 7 245 m n. m. v pohoří Karákóram. Leží na hranici mezi Indií a Čínou.

## Charakteristika
Vrchol se nachází v indickém svazovém státě Džammú a Kašmír v autonomní oblasti Sin-ťiang Čínské lidové republiky. Apsarasas Kangri I je nejvyšší bod 8 km dlouhého horského hřebene. Dalšími vrcholy horského hřebene jsou Apsarasas Kangri - jižní vrchol, Apsarasas Kangri II, Apsarasas Kangri III, Apsarasas Kangri IV, Apsarasas Kangri V, Apsarasas Kangri VI a Apsarasas Kangri VII. Severozápadním směrem od Apsarasas Kangri I leží vrchol Teram Kangri II vzdálený 6,38 km.

## Prvovýstup na Apsarasas Kangri I
Prvovýstup provedla v srpnu 1976 japonská expedice, kterou vedl Hideo Misawa západním hřebenem.

## Vrcholy
Níže jsou vrcholy hřebene Apsarasas od západu k východu:
| Vrchol                          | Výška (m) | Prvovýstup | Země         |
| ------------------------------- | --------- | ---------- | ------------ |
| Apsarasas Kangri - jižní vrchol | 7 117     | Nevylezena | Indie        |
| Apsarasas Kangri I              | 7 245     | 1976       | Indie / Čína |
| Apsarasas Kangri II             | 7 239     | Nevylezena | Indie / Čína |
| Apsarasas Kangri VI             | 7 184     |            | Indie / Čína |
| Apsarasas Kangri III            | 7 236     | Nevylezena | Indie / Čína |
| Apsarasas Kangri IV             | 7 221     | Nevylezena | Indie / Čína |
| Apsarasas Kangri V              | 7 186     | Nevylezena | Indie / Čína |
| Apsarasas Kangri VII            | 7 000     |            | Indie / Čína |